# Барлинек (гмина)
Барлинек (пол. Barlinek) — гмина (волость) в Польше, входит как административная единица в Мыслибуржский повет, Западно-Поморское воеводство. Население — 19 493 человека (на 2005 год).